# Макаренко, Николай Емельянович
Никола́й Емелья́нович Мака́ренко (4 [16] февраля 1877, Москалевка, Полтавская губерния — 4 января 1938, Томск, Новосибирская область) — украинский и советский историк, искусствовед, археолог. Изучал памятники различных эпох (в том числе культурно связанные с Востоком) на территории многих губерний России, в том числе в Новгородской, Тверской, Ярославской, Владимирской, на территории Украины, Поволжья, Казахстана. Первооткрыватель роменской и мариупольской культур.

## Биография
Родился 4 (16) февраля 1877 года в селе Москалевка Харьковской губернии. После окончания Лохвицкой гимназии учился в Петербургской школе технического рисования имени А. Штиглица, с 1902 по 1905 год — в Петербургском археологическом институте.
Исследовательскую деятельность начал в Эрмитаже (ассистент, помощник заведующего античным отделом), тесно сотрудничая с Императорской Археологической комиссией. Одновременно преподавал рисование в 1-м реальном училище (в 1906—1912 гг.).
В 1902—1919 годах проводил раскопки в Новгородской, Полтавской, Екатеринославской, Харьковской и других губерниях. В 1910 году работает вместе с Н. К. Рерихом и Б. К. Рерихом на раскопках Новгорода. Стал близким другом и сотрудником Н. К. Рериха.
В 1913 году Н. Е. Макаренко совершил экспедицию в Сольвычегодск. В 1914 году командирован Обществом поощрения художников в Германию, в 1917 г. — Академией наук в Турцию, где выполнял работу по описанию и охране памятников Трапезунда и окрестностей.
По материалам многочисленных экспедиций и исследований, совместно с любителем русской старины А. А. Жуковым, им был подготовлен труд «Путевые заметки и наброски о русском искусстве». Однако издан был только первый выпуск под названием «Белозерский край» (небольшим тиражом в 1914 году).
Печатался в журнале «Старые годы», преподавал на Высших женских архитектурных курсах, изучал художественное наследие Ломоносова и Шевченко.
В 1918 году получил гражданство УНР и поселился в Киеве. В составе Софийской комиссии и Археологического комитета исследовал памятники Киевской Руси, в том числе Софийский собор, Киево-Печерскую лавру, Михайловский Златоверхий собор. Участвовал в археологических раскопках Ольвии, Спасского собора в Чернигове, Крейдищанского комплекса вблизи Сум. Исследовал трипольскую культуру. Вёл раскопки скифских курганов. Первооткрыватель Мариупольского могильника — древнейшего в цепочке культур Северного Причерноморья, приводящей к ираноязычным скифам.
В 1920—1925 годах работал директором музея Искусств ВУАН, открывшегося на основе уникального собрания Ханенко. Макаренко много сделал для его сохранения и исследования. В 1925 году протестовал против разрушения архитектурных памятников Киева. Именно благодаря принципиальной позиции Н. Макаренко Софийский собор избежал участи Михайловского.
Работал в Украинском институте книговедения — научно-исследовательском учреждении, существовавшем в Киеве в 1922—1936 гг. и созданном на базе Главной Книжной палаты. Основными темами исследований были совсем не изученная до тех пор история украинской прессы и книги, её искусство.
При переводе столицы Советской Украины из Харькова в Киев планировались грандиозные архитектурные изменения. Нужен был новый «правительственный советский центр», и для этого было решено снести Софийский собор, Михайловский монастырь, Трёхсвятительскую церковь. Впоследствии храм Софии решено было оставить, а на месте монастыря и Трёхсвятительской церкви построить два дворца: Совнаркома и ЦК КП, а между ними поставить огромный памятник Ленину. Такие планы взволновали часть граждан, и в первую очередь интеллигенцию. Профессор Макаренко решительно выступил против этих проектов. В своём обращении к Сталину он указывал на бессмысленность подобных решений.
Был арестован 26 апреля 1934 года по обвинению в принадлежности к контрреволюционной организации (по другим свидетельствам — за отказ подписать акт о сносе Михайловского Златоверхого собора Михайловского Златоверхого монастыря, обратился с обширной телеграммой к Сталину и лично к Постышеву), сослан на три года в Казань, где преподавал в художественном техникуме, был консультантом Центрального музея. Повторно арестован 24 апреля 1936 года по тому же обвинению, осуждён на три года и отправлен в Томскую исправительно-трудовую колонию № 2. В третий раз арестован 15 декабря 1937 года как «участник кадетско-монархической повстанческой организации»; 25 декабря 1937 года постановлением «тройки» УНКВД по Новосибирской области приговорён к «высшей мере наказания». Приговор приведён в исполнение в тюрьме 4 января 1938 года. Место захоронения неизвестно.
Реабилитирован Постановлениями Верховного суда Татарской АССР от 07.07.1960 и Томского областного суда от 28.01.1965, Президиумом Верховного Совета СССР от 16.01.1989.

## Семья

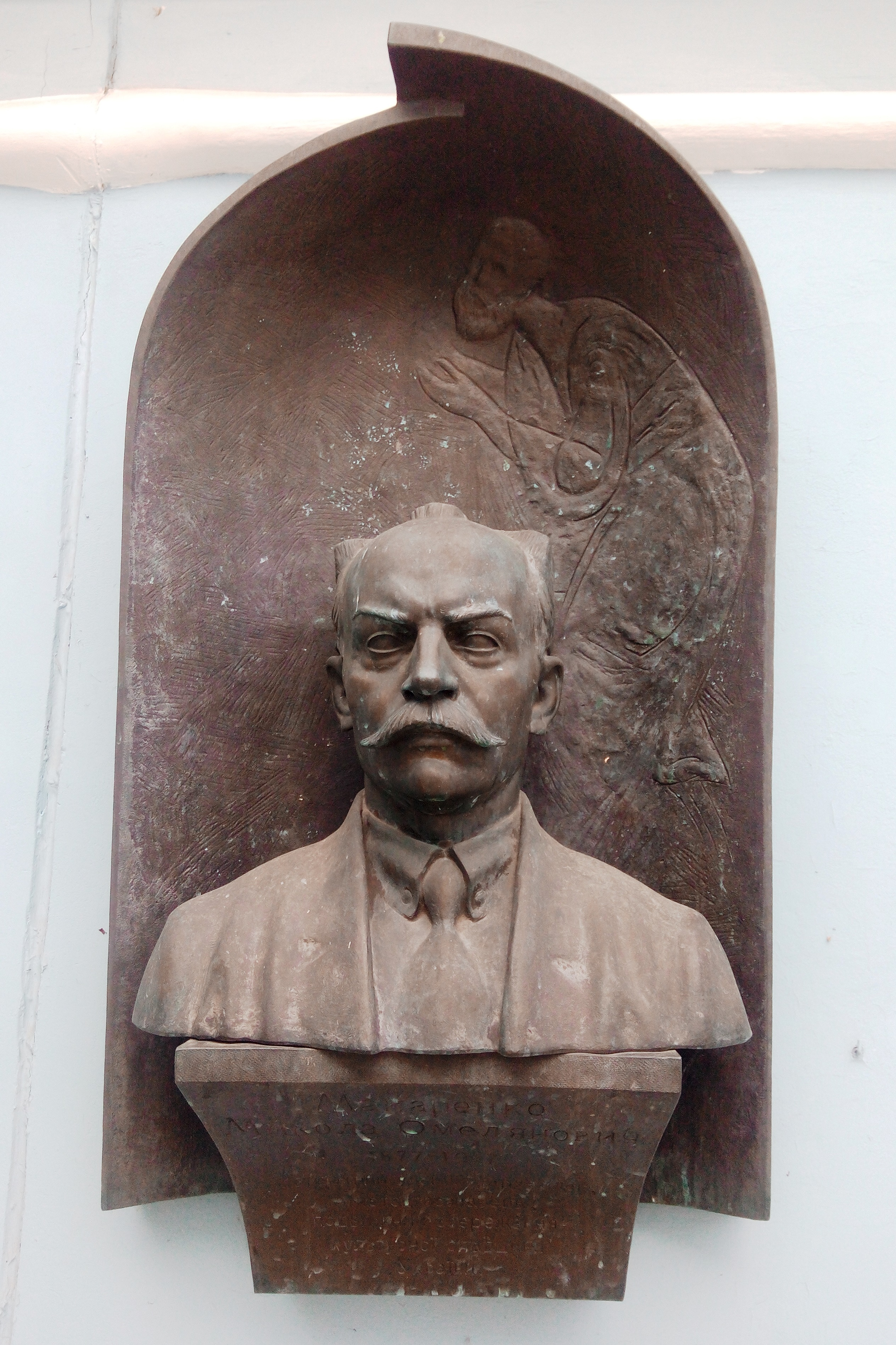
Мемориальная доска на стене Михайловского Златоверхого монастыря, скульптор Юрий Багалика.

Первый брак не сложился. Жена оставила его и сына Ореста. В 1927 г. во время археологических работ в знаменитом Густынском монастыре юноша утонул в реке Удай. Его могила сохранилась под трапезной монастыря, среди захоронений представителей именитого рода Репниных.
Вторая жена — Анастасия Сергеевна Фёдорова-Макаренко. Когда поженились Николай Емельянович и Анастасия Сергеевна, доподлинно не известно, но в 1931 году они уже работали вместе на Мариупольском могильнике. После высылки Николая Емельяновича в Казань Анастасия Сергеевна оставила киевскую квартиру в академическом доме на Левашевской улице и уехала к мужу. В Казани Анастасия Сергеевна устроилась на работу консультантом реставрационного отдела Казанского музея. После очередного ареста мужа Анастасия Сергеевна приложила все усилия, чтобы помочь Николаю Емельяновичу. Она направила письмо на имя Е. П. Пешковой, первой жены Максима Горького, которая работала в «Обществе помощи политзаключённым», которое тогда действовало в СССР как отдел Международного комитета Красного креста и Красного полумесяца. Она была убеждена, что её муж ни в чём не виноват. В апреле 1966 года 83-летняя Анастасия Сергеевна обратилась в Томское управление КГБ с просьбой пересмотреть дело Н. А. Макаренко. Получив справку о его реабилитации, она вскоре умерла.

## Основные публикации
- На родине последнего гетмана запорожского П. Ив. Калнишевского // Искусство и художественная промышленность. — 1901. — № 8. — С. 253—257.
- Поездка 1903 г. по верхнему течению р. Волги // Известия Императорской археологической комиссии. — СПб., 1904. — Вып. 6. — С. 79—100.
- Отчет об археологических исследованиях в Харьковской и Воронежской губерниях в 1905 году. — СПб., 1906. — 40 с. Архивировано 6 января 2024 года.
- Результаты археологических экскурсий в Тверской и Ярославской губерниях; могильник медного века в Зубцовском уезде Тверской губернии // Труды второго областного Тверского археологического съезда 1903 года 10—20 августа. — Тверь, 1906. — С. 63—72.
- Продолжение раскопки кургана около пос. Красногорского Оренб. уезда // Труды Оренбургской ученой архивной комиссии. — Оренбург, 1906. — Вып. XVI. — С. 76—94.
- Отчет об археологических исследованиях в Полтавской губернии в 1906 г. // Известия Императорской археологической комиссии. — СПб., 1907. — Вып. 22. — С. 38—90.
- Серебряная чашка музея Оренбургской ученой архивной комиссии. — Оренбург, 1907. — 10 с. — (Труды Оренбургской ученой архивной комиссии. — Вып. XVII).
- Новленский и Заколпский могильники Владимирской губернии и археологическая поездка по Владимирскому, Муромскому, Меленковскому и Судогодскому уездам // Труды Владимирской ученой архивной комиссии. — Кн. X. — Владимир, 1908. — С. 1—63.
- Материалы по археологии Полтавской губернии: I // Труды Полтавской ученой архивной комиссии. — Полтава, 1908. — Вып. 5. — С. 201—212.
- Памятники украинского искусства XVIII века. — СПб., 1908. — 14 с. Архивировано 23 января 2022 года.
- Ляличи. — СПб., 1910. — 21 с.
- Zabytki przedhistoryczne gub. Kowieńskiej (пол.) // Kwartalnik Litewski. — Petersburg, 1910. — T. 2. — S. 103—112. Архивировано 27 сентября 2023 года.
- Археологические исследования 1907—1909 годов. — СПб., 1911. — 130 с. — (Известия Императорской археологической комиссии. — Вып. 43).
- Ломоносов и мозаичное дело в России // Ломоносовский сборник: 1711—1911. — СПб., 1911. — С. 289—330.
- Перещепинский клад (предварительное сообщение) // Известия Императорской археологической комиссии. — СПб., 1912. — Приб. к вып. 46. — С. 207—211.
  - Перещепинский клад (предварительное сообщение) // Старожитності Лівобережного Подніпров’я — 2012. — Київ—Полтава: Центр пам’яткознавства НАН України і УТОПІК. — С. 15—25. Архивировано 5 июня 2023 года.
- Памятники искусства русских славян и их соседей до XII века. — СПб., 1914. — XXVIII с.
- Путевые заметки и наброски о русском искусстве. — Вып. 1: Белозерский край. — СПб., 1914. — 59 с.
- З артистичної спадщини Шевченка (укр.) // Шевченківський збірник. — Петербург, 1914. — Т. I. — С. 120—126. Архивировано 10 марта 2022 года.
- Школа Императорского общества поощрения художеств. 1839—1914 : очерк, составленный по поручению комитета Императорского общества поощрения художеств. — Петроград, 1914. — 115 с.
- Первый Мордвиновский курган // Гермес. — 1916. — № 11—12. — С. 267—272.
  - Первый Мордвиновский курган // Первый Мордвиновский курган. Архивное наследие ИИМК РАН. — СПб.: ИИМК РАН, 2021. — Т. 1. — С. 12—20.
- Материалы по археологии Полтавской губернии: II—III // Труды Полтавской ученой архивной комиссии. — Полтава, 1916. — Вып. 14. — С. 5—24.
- Древнейший памятник искусства Переяславского княжества // Сборник статей в честь графини Прасковьи Сергеевны Уваровой: 1885—1915. — М., 1916. — С. 373—404.
- Художественные сокровища Императорского Эрмитажа: краткий путеводитель. — Петроград, 1916. — 307 с.
- Городища и курганы Полтавской губернии: сборник топографических сведений. — Полтава, 1917. — 134 с. Архивировано 15 июля 2024 года.
- Мозаичные работы Ломоносова. — Петроград, 1917. — 232 с. — (Выставка «Ломоносов и Елизаветинское время». — Т. VIII).
- Искусство Древней Руси: у Соли Вычегодской. — Петроград: Свободное искусство, 1919. — 157 с.
- Музей мистецтв б. ім. Б. І. та В. М. Ханенків Української Академії наук: провідник (укр.). — Київ: Червоний шлях, 1924. — 142 с. Архивировано 17 апреля 2022 года.
- Найдавніша стінопись княжої України (укр.) // Україна. — Кн. 1-2. — Київ: Державне вид-во України, 1924. — С. 7—13. Архивировано 23 января 2022 года.
- Мистецтво книжки (укр.) // Бібліологічні вісті. — 1924. — № 1—3. — С. 94—100.
- Запорозькі клейноди в Ермітажі: корогви (укр.) // Україна. — Кн. 3. — Київ: Державне вид-во України, 1924. — С. 25—38. Архивировано 24 января 2018 года.
- Городище „Монастирище“ (укр.) // Науковий збірник за рік 1924. — Київ: Державне вид-во України, 1925. — С. 3—23. Архивировано 31 декабря 2019 года.
- Орнаментація керамічних виробів в культурі городищ роменського типу (укр.) // Obzor praehistorický. — R. IV: Niederlův sborník. — Praha, 1925. — S. 323—338.
- Орнаментація української книжки XVI—XVIII ст. (укр.). — Київ: Український науковий інститут книгознавства, 1926. — 70 с.
- Халеп’є (досліди 29/VII—15/IX 1925 року) (укр.) // Коротке звідомлення Всеукраїнського археологічного комітету за археологічні досліди року 1925. — Київ: УАН, 1926. — С. 33—50. Архивировано 10 марта 2022 года.
- Досліди на Остерщині (укр.) // Коротке звідомлення Всеукраїнського археологічного комітету за археологічні досліди року 1925. — Київ: УАН, 1926. — С. 61—66. Архивировано 10 марта 2022 года.
- Етюди з обсягу трипільської культури (укр.) // Трипільська культура на Україні. — Київ: УАН, 1926. — Вип. 1. — С. 165—186. Архивировано 3 декабря 2023 года.
- Sceaux de рlоmb de la période grand-ducale de l’Ukraine (фр.) // Aréthuse. — Fasc. 14. — Paris, 1927. — P. 173—181.
- Sculpture de la civilisation Trypillienne en Ukraine (фр.) // IPEK: Jahrbuch für Prähistorische und Ethnographische Kunst. — Leipzig: Klinkhardt & Biermann Verlag, 1927. — S. 119—130.
- Ольбія (укр.) // Коротке звідомлення Всеукраїнського археологічного комітету за 1926 рік. — Київ: УАН, 1927. — С. 90—105. Архивировано 3 марта 2022 года.
- Археологічні досліди та розшуки на Прилуччині (укр.) // Коротке звідомлення Всеукраїнського археологічного комітету за 1926 рік. — Київ: УАН, 1927. — С. 106—117. Архивировано 3 марта 2022 года.
- Чернігівський Спас (археологічні досліди р. 1923) (укр.) // Записки історично-філологічного відділу. — Київ: УАН, 1928. — Т. XX. — С. 1—80. Архивировано 25 декабря 2023 года.
- Ніженська фібула (укр.) // Ювілейний збірник на пошану академика Михайла Сергієвича Грушевського з нагоди шістьдесятої річниці життя та сорокових роковин наукової діяльности. — Київ: ВУАН, 1928. — Т. I. — С. 31—43. Архивировано 6 августа 2024 года.
- Борзенські емалі і старі емалі України взагалі (укр.) // Чернигів і північне Лівобережжя: огляди, розвідки, матеріяли. — Київ: Державне вид-во України, 1928. — С. 80—100. Архивировано 9 декабря 2023 года.
- Біля Чернігівського Спаса (археологічні досліди року 1923) (укр.) // Чернигів і північне Лівобережжя: огляди, розвідки, матеріяли. — Київ: Державне вид-во України, 1928. — С. 184—196. Архивировано 9 декабря 2023 года.
- Старогородська «божниця» та її малювання (укр.) // Чернигів і північне Лівобережжя: огляди, розвідки, матеріяли. — Київ: Державне вид-во України, 1928. — С. 205—223. Архивировано 9 декабря 2023 года.
- Молитовник великого князя Владимира и Сулакадзев // Сборник отделения русского языка и словесности АН СССР. — 1928. — Т. 101, № 3. — С. 484—491.
- Будинок лiсфаку сiльсько-господарської академії в Київi (укр.) // Життя й революція. — Кн. IV. — Київ: Державне вид-во України, 1928. — С. 155—160. Архивировано 23 ноября 2024 года.
- Малюнки П. М. Боклевського (укр.). — Київ: Український науково-дослідчий інститут книгознавства, 1930. — 16 с.
- La civilisation des Scythes et Hallstatt (фр.) // Eurasia Septentrionalis Antiqua. — Helsinki, 1930. — Nid. V. — S. 22—48.
- Скульптура й різбярство Київської Руси передмонгольських часів (укр.) // Київські збірники історії й археології, побуту й мистецтва. — Київ, 1931. — Т. I. — С. 27—96.
- Малоазійська миска в Києві (укр.) // Київські збірники історії й археології, побуту й мистецтва. — Київ, 1931. — Т. I. — С. 97—110.
- Маріюпільський могильник (укр.). — Київ: Вид-во ВУАН, 1933. — 148 с.
- Neolithic Man on the Shores of the Sea of Azov (англ.) // Eurasia Septentrionalis Antiqua. — Helsinki, 1934. — Nid. IX: Minns Volume. — S. 135—153.

Всего как минимум 164 труда.